# Демидов Олександр Сергійович
Олекса́ндр Сергі́йович Деми́дов (* 22 жовтня 1970, Свердловськ, РРФСР) — російський актор, телевізійний діяч, сценарист, продюсер. Учасник та один із засновників комічного театру «Квартет І».
В 1988 вступив на естрадний факультет ГІТІСу (художній керівник курсу Володимир Коровін) і закінчив його в 1993. Цього ж року познайомився з Камілем Ларіним, Леонідом Барацем, Ростиславом Хаїтом і режисером Сергієм Петрейковим. В результаті утворився «Квартет І».

## Фільмографія
- 1991 — «П'ять викрадених монахів» — Василь Куролєсов